# Ligamentum longitudinale posterius
Ligamentum logitudinale posterius er et bredt bindevævsstrøj på bagsiden af corpus af ryghvirvlerne, på den anteriore forflade af hvirvelkanalen. Det er modsat ligamentum longitudinale anterius smallest mod bækkenet og bredest oppe i nakken. Den består af tætte lodrette strøj af to slags: et ydre lag der forløber imellem op til fire hvirvellegemer og et indre lag der går fra hvirvel til hvirvel. Sammenlignet med ligamentum longitudinale anterius er posterius meget tættere og kompakt. Øverst ved dens tilhæftningspunkt (imellem axis og nakkebenet) er ligamentet særligt tykt og tæt og det benævnes her membrana tectoria.
Ligamentet er tilhæftet bagsiden af båndskivernes anulus fibrosa og de interne strøj er fast sammenvoksede med disse. Dette er modsat ligamentets forhold til hvirvellegemerne som den holdes adskilt fra af venae basivertebrales og det tilhørende plexus venosus vertebralis internus. Ligamentet er kun adskilt fra rygmarven af noget løst bindevæv.